# 932
Il 932 (CMXXXII in numeri romani) è un anno bisestile del X secolo.

## Eventi
Estate - Alberico II guida una rivolta a Roma contro il patrigno Ugo di Provenza, re d'Italia, dopo essere stato insultato al matrimonio della madre Marozia. Alberico si impadronisce del Palazzo del Laterano e Ugo fugge con una scorta fuori dalla città. Marozia viene catturata e messa in prigione. Alberico prende il controllo della città e si nomina principe di Roma.
Il doge Orso II Participazio si ritira volontariamente in un monastero, segnando la fine del dominio di Participazio sul dogato veneziano. Gli succede Pietro II Candiano, figlio e omonimo del precedente doge Pietro I.
Pietro II e Capodistria stringono un accordo commerciale senza l'autorizzazione imperiale. 
Mardavij ibn Ziyar invade il Tabaristan e conquista la città di Gorgan. Il capo militare Daylamita Makan ibn Kaki cerca di recuperare i suoi territori, ma fallisce. Cerca rifugio tra i Samanidi ed entra al servizio del loro sovrano Nasr II. Questi lo nomina governatore di Kirman (moderno Iran).
31 ottobre - Il califfo abbaside al-Muqtadir viene ucciso mentre combatte contro le forze del generale Mu'nis al-Muzaffar. Il fratello di al-Muqtadir, al-Qahir, viene scelto come successore.
Estate - Papa Giovanni XI è costretto a concedere il potere su Roma al fratellastro Alberico II, che viene investito del titolo di “Principe e Senatore di tutti i Romani”. Giovanni deve rassegnarsi alla guida spirituale della Chiesa cattolica.
Probabile distruzione di comacchio da parte della flotta veneta.

## Nati
- 27 maggio - Eccardo I di Meißen, nobile tedesco († 1002)
- Al-Ta'i', califfo († 1003)
- Miskawayh, storico e filosofo persiano († 1030)
- Ecberto il Guercio, nobile tedesco († 994)
- Abū Firās al-Hamdānī, poeta arabo († 968)
- Liutgarda, nobile tedesca († 953)

## Morti
- 27 febbraio - Cosma III di Alessandria, arcivescovo cristiano orientale egiziano
- 1º giugno - Tietmaro di Merseburgo, nobile tedesco (n. 855)
- 31 ottobre - Al-Muqtadir, arabo (n. 895)
- Cristodulo di Alessandria, arcivescovo siriano
- Guimerra di Carcassonne, vescovo
- Harald I di Norvegia, re norvegese
- Principe Kanemi, poeta giapponese (n. 866)
- Rollone, condottiero normanno
- Fujiwara no Sadakata, poeta e nobile giapponese (n. 873)

## Calendario
| Calendario 932 | Calendario 932 | Calendario 932 | Calendario 932 | Calendario 932 | Calendario 932 | Calendario 932 | Calendario 932 | Calendario 932 | Calendario 932 | Calendario 932 | Calendario 932 | Calendario 932 | Calendario 932 | Calendario 932 | Calendario 932 | Calendario 932 | Calendario 932 | Calendario 932 | Calendario 932 | Calendario 932 | Calendario 932 | Calendario 932 | Calendario 932 | Calendario 932 | Calendario 932 | Calendario 932 | Calendario 932 | Calendario 932 | Calendario 932 | Calendario 932 | Calendario 932 | Calendario 932 |
| -------------- | -------------- | -------------- | -------------- | -------------- | -------------- | -------------- | -------------- | -------------- | -------------- | -------------- | -------------- | -------------- | -------------- | -------------- | -------------- | -------------- | -------------- | -------------- | -------------- | -------------- | -------------- | -------------- | -------------- | -------------- | -------------- | -------------- | -------------- | -------------- | -------------- | -------------- | -------------- | -------------- |
|                | 1              | 2              | 3              | 4              | 5              | 6              | 7              | 8              | 9              | 10             | 11             | 12             | 13             | 14             | 15             | 16             | 17             | 18             | 19             | 20             | 21             | 22             | 23             | 24             | 25             | 26             | 27             | 28             | 29             | 30             | 31             |                |
| Gennaio        | Do             | Lu             | Ma             | Me             | Gi             | Ve             | Sa             | Do             | Lu             | Ma             | Me             | Gi             | Ve             | Sa             | Do             | Lu             | Ma             | Me             | Gi             | Ve             | Sa             | Do             | Lu             | Ma             | Me             | Gi             | Ve             | Sa             | Do             | Lu             | Ma             |                |
| Febbraio       | Me             | Gi             | Ve             | Sa             | Do             | Lu             | Ma             | Me             | Gi             | Ve             | Sa             | Do             | Lu             | Ma             | Me             | Gi             | Ve             | Sa             | Do             | Lu             | Ma             | Me             | Gi             | Ve             | Sa             | Do             | Lu             | Ma             | Me             |                |                |                |
| Marzo          | Gi             | Ve             | Sa             | Do             | Lu             | Ma             | Me             | Gi             | Ve             | Sa             | Do             | Lu             | Ma             | Me             | Gi             | Ve             | Sa             | Do             | Lu             | Ma             | Me             | Gi             | Ve             | Sa             | Do             | Lu             | Ma             | Me             | Gi             | Ve             | Sa             |                |
| Aprile         | Do             | Lu             | Ma             | Me             | Gi             | Ve             | Sa             | Do             | Lu             | Ma             | Me             | Gi             | Ve             | Sa             | Do             | Lu             | Ma             | Me             | Gi             | Ve             | Sa             | Do             | Lu             | Ma             | Me             | Gi             | Ve             | Sa             | Do             | Lu             |                |                |
| Maggio         | Ma             | Me             | Gi             | Ve             | Sa             | Do             | Lu             | Ma             | Me             | Gi             | Ve             | Sa             | Do             | Lu             | Ma             | Me             | Gi             | Ve             | Sa             | Do             | Lu             | Ma             | Me             | Gi             | Ve             | Sa             | Do             | Lu             | Ma             | Me             | Gi             |                |
| Giugno         | Ve             | Sa             | Do             | Lu             | Ma             | Me             | Gi             | Ve             | Sa             | Do             | Lu             | Ma             | Me             | Gi             | Ve             | Sa             | Do             | Lu             | Ma             | Me             | Gi             | Ve             | Sa             | Do             | Lu             | Ma             | Me             | Gi             | Ve             | Sa             |                |                |
| Luglio         | Do             | Lu             | Ma             | Me             | Gi             | Ve             | Sa             | Do             | Lu             | Ma             | Me             | Gi             | Ve             | Sa             | Do             | Lu             | Ma             | Me             | Gi             | Ve             | Sa             | Do             | Lu             | Ma             | Me             | Gi             | Ve             | Sa             | Do             | Lu             | Ma             |                |
| Agosto         | Me             | Gi             | Ve             | Sa             | Do             | Lu             | Ma             | Me             | Gi             | Ve             | Sa             | Do             | Lu             | Ma             | Me             | Gi             | Ve             | Sa             | Do             | Lu             | Ma             | Me             | Gi             | Ve             | Sa             | Do             | Lu             | Ma             | Me             | Gi             | Ve             |                |
| Settembre      | Sa             | Do             | Lu             | Ma             | Me             | Gi             | Ve             | Sa             | Do             | Lu             | Ma             | Me             | Gi             | Ve             | Sa             | Do             | Lu             | Ma             | Me             | Gi             | Ve             | Sa             | Do             | Lu             | Ma             | Me             | Gi             | Ve             | Sa             | Do             |                |                |
| Ottobre        | Lu             | Ma             | Me             | Gi             | Ve             | Sa             | Do             | Lu             | Ma             | Me             | Gi             | Ve             | Sa             | Do             | Lu             | Ma             | Me             | Gi             | Ve             | Sa             | Do             | Lu             | Ma             | Me             | Gi             | Ve             | Sa             | Do             | Lu             | Ma             | Me             |                |
| Novembre       | Gi             | Ve             | Sa             | Do             | Lu             | Ma             | Me             | Gi             | Ve             | Sa             | Do             | Lu             | Ma             | Me             | Gi             | Ve             | Sa             | Do             | Lu             | Ma             | Me             | Gi             | Ve             | Sa             | Do             | Lu             | Ma             | Me             | Gi             | Ve             |                |                |
| Dicembre       | Sa             | Do             | Lu             | Ma             | Me             | Gi             | Ve             | Sa             | Do             | Lu             | Ma             | Me             | Gi             | Ve             | Sa             | Do             | Lu             | Ma             | Me             | Gi             | Ve             | Sa             | Do             | Lu             | Ma             | Me             | Gi             | Ve             | Sa             | Do             | Lu             |                |